# Codona
Codona was een free jazz- en world fusion-groep die drie albums onder dezelfde naam uitbracht op het platenlabel ECM (in 1978, 1980 and 1982).
Het trio bestond uit Don Cherry (trompet, melodica, orgel), Collin Walcott (tabla, sitar, percussie) en Nana Vasconcelos (berimbau, percussie, zang).
De naam van de groep is ontleend aan de eerste twee letters van de voornaam van elke musicus.

## Discography
- 1978: Codona (ECM 1132)[5]
- 1980: Codona 2 (ECM 1177)[6]
- 1982: Codona 3 (ECM 1243)[7]
- 2009: The Codona Trilogy (ECM 2033-35) (3 disc-reissue van de drie albums van Codona)